# Prix Simenon
Le Prix littéraire de la ville des Sables-d'Olonne (Prix Simenon) est remis lors du festival Simenon qui se déroule chaque année depuis 1999 aux Sables-d'Olonne au mois de juin. Il est attribué à un roman par un jury composé de passionnés de l'œuvre de Simenon.
(Source: www.prix-litteraires.net)

## Palmarès
- 2004 : Mon vieux, de Thierry Jonquet (aux Éditions du Seuil) ;
- 2005 : La Malédiction d'Edgar, de Marc Dugain (aux Éditions Gallimard) ;
- 2006 : Rachel-Rose et l'Officier arabe, de Paula Jacques (chez Mercure de France) ;
- 2007 : Les Dames de nage, de Bernard Giraudeau (aux Éditions Métailié) ;
- 2008 : Mon traître, de Sorj Chalandon (aux Éditions Grasset) ;
- 2009 : En espérant la guerre, de Dominique Conil (chez Actes Sud) ;
- 2010 : Tu ne jugeras point, de Armel Job (aux Éditions Robert Laffont);
- 2015 : La nuit commencera, de Thierry Illouz (aux Éditions Buchet Chastel).